# Lucian Filip
Lucian Ionuț Filip (Craiova, 25 de septiembre de 1990) es un exfutbolista rumano que jugaba de centrocampista defensivo.

## Carrera internacional
Filip fue internacional sub-17, sub-19 y sub-21 con la selección de fútbol de Rumania.

## Clubes
| Club                          | País    | Año       |
| ----------------------------- | ------- | --------- |
| FCSB                          | Rumania | 2009-2021 |
| FC Gloria Buzău (cedido)      | Rumania | 2007-2008 |
| FC Unirea Urziceni (cedido)   | Rumania | 2010      |
| FC Snagov (cedido)            | Rumania | 2011      |
| CS Concordia Chiajna (cedido) | Rumania | 2012      |
| FC Academica Clinceni         | Rumania | 2021-2022 |

## Palmarés

### Títulos nacionales
| Título               | Club | País    | Año  |
| -------------------- | ---- | ------- | ---- |
| Liga I               | FCSB | Rumania | 2013 |
| Supercopa de Rumania | FCSB | Rumania | 2013 |
| Liga I               | FCSB | Rumania | 2014 |
| Liga I               | FCSB | Rumania | 2015 |
| Copa de Rumanía      | FCSB | Rumania | 2015 |
| Cupa Ligii           | FCSB | Rumania | 2015 |
| Cupa Ligii           | FCSB | Rumania | 2016 |
| Copa de Rumanía      | FCSB | Rumania | 2020 |